# Захарен клен
Захарен клен (на латински: Ácer sáccharum) – листопадно дърво от семейство Sapindaceae. Видът е незастрашен от изчезване.
Расте в горите в източната част на Канада, Нова Скотия, западната част на Южен Квебек, централната и южната част на Онтарио, югоизточната част на Манитоба и северните и североизточни части на САЩ. Захарният клен е известен с това, че е основен източник на кленов сироп.

## Описание
Захарният клен обикновено достига височина от 25 до 35 m (80 – 115 ft) и в редки случаи до 45 m (148 ft). 10-годишно дърво обикновено е високо около 5 m (16 ft). Както повечето дървета, захарните кленове, които растат в горите формират много по-високо стъбло и по-тясна корона, отколкото тези на открито.
Листата са широки и достигат дължина до 20 cm (7.9 in). Цветът им при листопад варира от ярко жълто, през оранжево до червено-оранжево. Понякога са оцветени неравномерно.
Цветовете са от 5 до 10 на брой в съцветие и са жълто-зелени и без венчелистчета. Цъфтежът настъпва през ранна пролет. Дърветата цъфтят между 10- и 200-годишна възраст.
Захарният клен може да се обърка с норвежкия клен, който не расте в Америка, но често се засажда в градовете и предградията.

## Екология
Захарният клен е изключително важен вид за екологията на САЩ и Канада. Поради нуждата му от студени зими, видът се среща основно северно от 42-рия паралел. На юг се среща по-рядко, защото летата са горещи и влажни.
Видът е дълголетен. Живее около 200 години, а понякога достига и до 300.
Захарният клен се среща в зони с по-хладен климат, поради нуждата му от замразяване всяка зима, за да се осъществи правилна латентност. В най-северните части, в които се среща температурите през януари са около −18 °C (0 °F), а през юли – около 6 °C (61 °F). В най-южните части температурите през януари са около 10 °C (50 °F), а през юли около 27 °C (81 °F). Разпръскването на семена също се нуждае от много ниски температури, като оптималната температура е малко над температурата на замръзване. Няма друг вид с такова свойство. Разпръскването на семената на захарния клен при температури над 10 °C (50 °F) е много рядко, почти невъзможно.
Acer saccharum е от най-толерантните към сенки видове от големите листопадни дървета. Толерантността му към сенки се надминава единствено от раирания клен (по-малък вид). Захарният клен може да толерира всякакви почвени типове освен ксерични и блатисти почви.
Захарният клен е с по-дълбока коренова система от повечето кленове. Той изсмуква вода от по-долните почвени слоеве и я изкарва в по-горните и по-сухи слоеве. Това облагодетелства не само вида, но и много други растения около него.
Човешката дейност е допринесла за намаляването на популацията в много региони. Промените в климата също допринасят за това, като „избутват“ местообитанията на вида на север, където е по-студено. Други фактори, които му влияят, са киселинните дъждове, окисляването на почвите и увеличената употреба на сол за улиците и пътищата през последните десетилетия. Известно е, че гъбата Pholiota squarrosoides разлага трупите на дървото.
В някои части на Нова Англия, особено близо до урбанизираните зони, захарният клен бива изместен от норвежкия клен, който е значително по-устойчив на градски условия и произвеждащ много повече семена, което му позволява да надделее над местните видове.

## Култивиране и употреба

### Кленов сироп
Захарният клен е едно от най-важните канадски дървета, заедно с черния клен, заради факта, че е основен източник на сок за кленов сироп. Други видове клен също могат да се използват като източник на сок за кленов сироп, но някои от тях имат по-ниско съдържание на захар. При производството на кленов сироп от Acer saccharum, сокът се извлича от дърветата чрез кранче, сложено в дупка, пробита в клетъчната тъкан, точно в кората. След това събраният сок се вари, като при варенето водата се изпарява и остава само сиропът. Нужни са 40 галона кленов сок, за да се получи 1 галон чист кленов сироп. Продукцията на сироп е зависима от дърветата, растящи на по-хладен климат, защото дърветата, растящи в по-южните части, произвеждат по-малко сок.

## Дървен материал
Беловината (меките външни слоеве между сърцевината и кората на формираните дървета) на захарния клен може да бъде бяла. Алеите за боулинг, както и кеглите често се произвеждат от захарен клен. Кленът също се използва за производството на баскетболни кортове (включително подовете, използвани от NBA), бейзболни бухалки, музикални инструменти (цигулки, китари и барабани).

## Засаждане в градовете
Захарният клен е бил предпочитано дърво за засаждане по улиците и в парковете през XIX век, защото размножаването му е лесно и расте относително бързо. Обаче след като замърсяването от автомобилите нараснало, бил заменен от норвежкия клен и други по-издръжливи видове.

## Големи дървета
Националният шампион за вида Acer saccharum се намира в Масачузец. През 2007, годината, в която е бил с обиколка 5,92 m (19,4 ft) над земята и диаметър 1,88 m (6,18 ft) на височина 1,3 m (4,5 ft). По това време е бил висок 34,1 m (112 ft) и със средна дължина на короната 27,7 m (91 ft). С тези размери е получил 368 точки в Националния регистър на големите дървета.